# Applesoft BASIC

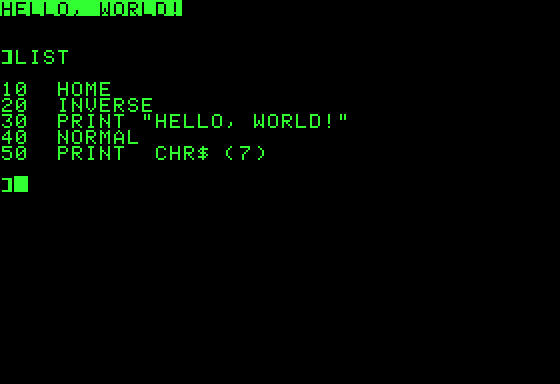
Hello World Listing im Applesoft Basic

Applesoft BASIC (manchmal auch „Applesoft II“ genannt) war die zweite Version der Programmiersprache BASIC für den Apple II Homecomputer, die dem Integer BASIC folgte. Applesoft BASIC wurde von Microsoft entwickelt, und der Produktname entstand aus den beiden Firmennamen Apple und Microsoft. Applesoft BASIC wurde entwickelt von Marc McDonald und Ric Weiland.
Applesoft BASIC kann auf dem frühesten Modell der Apple-II-Serie, dem eigentlichen Apple II, von einem Datenträger ins RAM geladen oder als ROM-Steckkarte hinzugefügt werden. In allen späteren Modellen der Serie – dem Apple II+, Apple IIe, Apple IIc, Apple IIgs und Apple IIc+ – ist es als ROM fest eingebaut und steht damit sofort nach dem Einschalten zur Verfügung. Die Applesoft-Versionen der einzelnen Modelle unterscheiden sich nur minimal, insbesondere unterstützt keine davon die Verwendung von mehr als 48 kB RAM für BASIC-Programme, auch nicht in den Modellen, die von Haus aus wesentlich mehr RAM-Speicher mitbringen.

## Hintergrund
Die Kunden von Apple wollten eine Version von BASIC, die auch Berechnungen mit Gleitkommazahlen ermöglichte. Da Steve Wozniak, der Entwickler des Apple II und des Integer BASIC, zu beschäftigt war mit der Entwicklung des Diskettenlaufwerks und des dazugehörigen Controllers für den Apple II, gab man die Entwicklung der BASIC-Variante an Microsoft, die auch schon das BASIC für den Altair 8800 und für den Commodore PET entwickelt hatten; Applesoft BASIC war in der Tat im Wesentlichen identisch mit dem Commodore-PET-BASIC, erweitert um einige Apple-spezifische Befehle z. B. für die Grafikansteuerung. Diese Apple-spezifischen Befehle wurden größtenteils direkt aus dem Integer BASIC übernommen. Neu waren allerdings die Befehle zur Ansteuerung des hochauflösenden Grafikmodus.
Die BASIC-Variante für den Apple war vergleichbar mit anderen BASIC-Programmiersprachen für Rechner mit dem 6502 Prozessor, wie z. B. Commodore BASIC: Die Version verwendete Zeilennummern; Leerzeichen zwischen den einzelnen Befehlen in einer Zeile waren nicht notwendig. Anders als beim Commodore BASIC wurden aber beim Abspeichern von Programmzeilen alle unnötigen Leerzeichen automatisch entfernt und beim Auflisten eines Programmes dann automatisch wieder Leerzeichen zwischen den Befehlen eingefügt. Dadurch sank der Speicherbedarf und die Lesbarkeit erhöhte sich.
Apple Business BASIC wurde erstmals mit dem Apple III Computer ausgeliefert. Donn Denman portierte Applesoft BASIC auf SOS und überarbeitete es, um die Vorteile des erweiterten Speichers des Apple III zu nutzen.